# Parlamentswahl in Albanien 2013

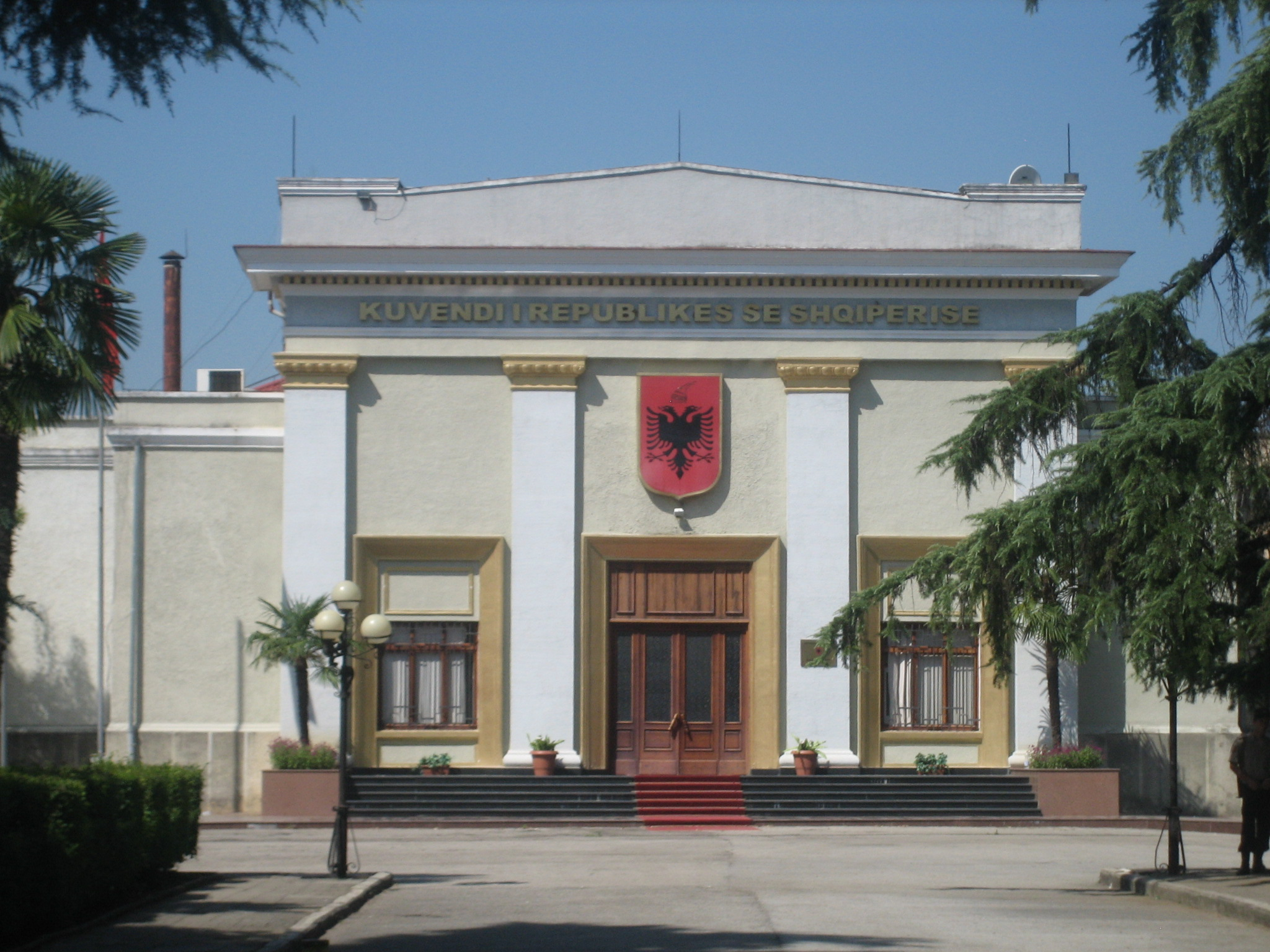
Die Wahlen zum Kuvendi i Shqipërisë am 23. Juni 2013 waren die siebten seit dem Sturz der Diktatur 1990/91

Am 23. Juni 2013 fanden Parlamentswahlen in Albanien statt. Es waren die siebten Wahlen zum Kuvendi i Shqipërisë, dem albanischen Parlament, seit dem Sturz des kommunistischen Regimes 1990/91. Trotz eines Toten und zweier Schwerverletzter am Wahltag galt der Ablauf der Wahl als „ruhig“ und geordneter als die letzte landesweite Wahl. Edi Rama von der Partia Socialiste (PS) ging als Sieger aus der Wahl hervor. Sali Berisha von der Partia Demokratike (PD) trat als Ministerpräsident Albaniens zurück.

## Ausgangssituation

### Vorgeschichte
Seit 2005 bildete Sali Berisha mit seiner Partia Demokratike die Regierung des Landes. Bei den letzten Wahlen im Jahr 2009 kamen die Demokraten auf 68 der 140 Parlamentssitze, während ihre Hauptgegnerin, die Partia Socialiste, 66 Sitze erhielt. Um eine Regierung erneut bilden zu können, war die PD auf Koalitionspartner angewiesen, da sie im Parlament die Mehrheit von über 70 Sitzen nicht besaß. Zusammen mit ihren langjährigen Partnern, den Republikanern und der Partia për Drejtësi, Integrim dhe Unitet, konnten sie genau die Hälfte der Sitze auf sich vereinigen, benötigten für eine Regierungsbildung jedoch die einfache Mehrheit. Deshalb wurde auch die Sozialistische Bewegung für Integration (LSI) – eine Splitterpartei der Sozialisten – für eine Koalition ersucht, welche schließlich zusagte und bis April 2013 im Kabinett Berisha II ein Regierungspartner war. Am 2. April 2013 brach die LSI jedoch mit den Demokraten, um eine Wahlkoalition mit der ideologisch gleich gesinnten PS einzugehen.
Den Parlamentswahlen folgte jedoch eine lange, praktisch bis heute andauernde politische Krise, welche die ohnehin schon sehr belasteten Beziehungen zwischen Demokraten und Sozialisten weiter strapazierte. Die Krise führte zu einem monatelangen Parlamentsboykott und zu blutigen Anti-Regierungsprotesten im Januar 2011, die beide von den Sozialisten organisiert und durchgeführt wurden. Grund der Krise ist die Unzufriedenheit der Sozialisten mit PD und Regierung. Sie wirft ihr vor, die Parlamentswahlen 2009 gefälscht zu haben. Auch schlechte Regierungsführung, Vetternwirtschaft, Korruption und Rechtsmissbrauch werden ihnen unterstellt. PD und Regierung kontern jedoch fortlaufend mit Gegenvorwürfen, welche zusammen mit den Vorhaltungen der Sozialisten seitdem das ohnehin angespannte, politische Klima in Albanien prägen.
Präsident Bujar Nishani erließ am 3. Dezember 2012 ein Dekret, durch das die Parlamentswahl auf den 23. Juni 2013 festgelegt wurde. Dem waren einen Monat zuvor Treffen zwischen Nishani und den Vorsitzenden der verschiedenen politischen Parteien vorausgegangen.
Am 15. April 2013 wählte die Regierungsfraktion unter den Demokraten und ihren Verbündeten im Parlament einstimmig für die Ersetzung von Ilirjan Muho, einem Mitglied in der Zentralen Wahlkommission (KQZ), durch Klement Zguri. Muho war Kandidat der Sozialistischen Bewegung für Integration, die vor einigen Tagen die von den Demokraten geführte Regierungskoalition verließ. Zguri seinerseits wurde von den Republikanern vorgeschlagen, die ein Koalitionspartner der Demokraten sind. Am nächsten Tag trat Denar Biba aus Protest von all seinen Funktionen in der Zentralen Wahlkommission zurück. Am 17. April trat auch Albana Shtylla von ihrem Posten als Kommissionsmitglied zurück. Daraufhin ersuchte die Parlamentspräsidentin, Jozefina Topalli, den oppositionellen Sozialisten dem Parlament zwei neue Kandidaten vorzulegen, da die Sozialisten nicht mehr in der Kommission vertreten sind. Am 18. April fror Jani seine Kommissionsarbeit ein mit dem Grund, dass die Regierung offen die Unabhängigkeit der KQZ untergraben habe. Jani seinerseits war 2012 von der Partia Bashkimi për të Drejtat e Njeriut vorgeschlagen worden.
Vor dem Wahltag hatte das Außenministerium der Vereinigten Staaten Besorgnis über die neuste Entwicklung ausgedrückt, denn eine Zentrale Wahlkommission ausschließlich mit Kandidaten der Regierung und boykottiert durch die Opposition hätte die Durchführung der Wahlhandlung am 23. Juni 2013 gefährden können.

### Umfragen
Es gab Umfragen, die bereits um den Jahreswechsel 2012/2013 den Trend zur Stärkung der Partia Socialiste erkennen ließen. Die Umfrage der SOROS kam zu dem Schluss, dass bis zum Februar 2013 eine Mehrheit der Wahlberechtigten noch unentschlossen war.
| Institution                              | Zeitraum                   | PD     | PS     | AK     | LSI   | FRD   | Unentschlossen |
| ---------------------------------------- | -------------------------- | ------ | ------ | ------ | ----- | ----- | -------------- |
| Stiftung Kult (Mazedonien)               | 9.–14. Dezember 2012       | 29,6 % | 36,5 % | 14,1 % | 4,7 % | 4,1 % |                |
| Forschungszentrum Albsat                 | 21.–28. Januar 2013        | 31,2 % | 41,2 % | 15 %   | 5,5 % | 5,5 % |                |
| Offene Gesellschaft für Albanien (SOROS) | Dezember 2012–Februar 2013 | 22,7 % | 19,6 % | 1,2 %  | 1 %   | 1,3 % | 47,8 %         |

## Registrierte Parteien und Koalitionen
Am 19. April 2013 veröffentlichte die Zentrale Wahlkommission (KQZ) die Liste mit allen zur Wahl registrierten Parteien. Insgesamt reichten 72 politische Parteien ihre Anmeldung zur Wahl ein, sechs davon wurde der Antrag abgelehnt, weil sie die Anmeldefrist nicht berücksichtigt hatten. Somit treten 66 Parteien zur Parlamentswahl 2013 an.

### Koalitionen

#### „Allianz für Arbeit, Wohlfahrt und Integration“

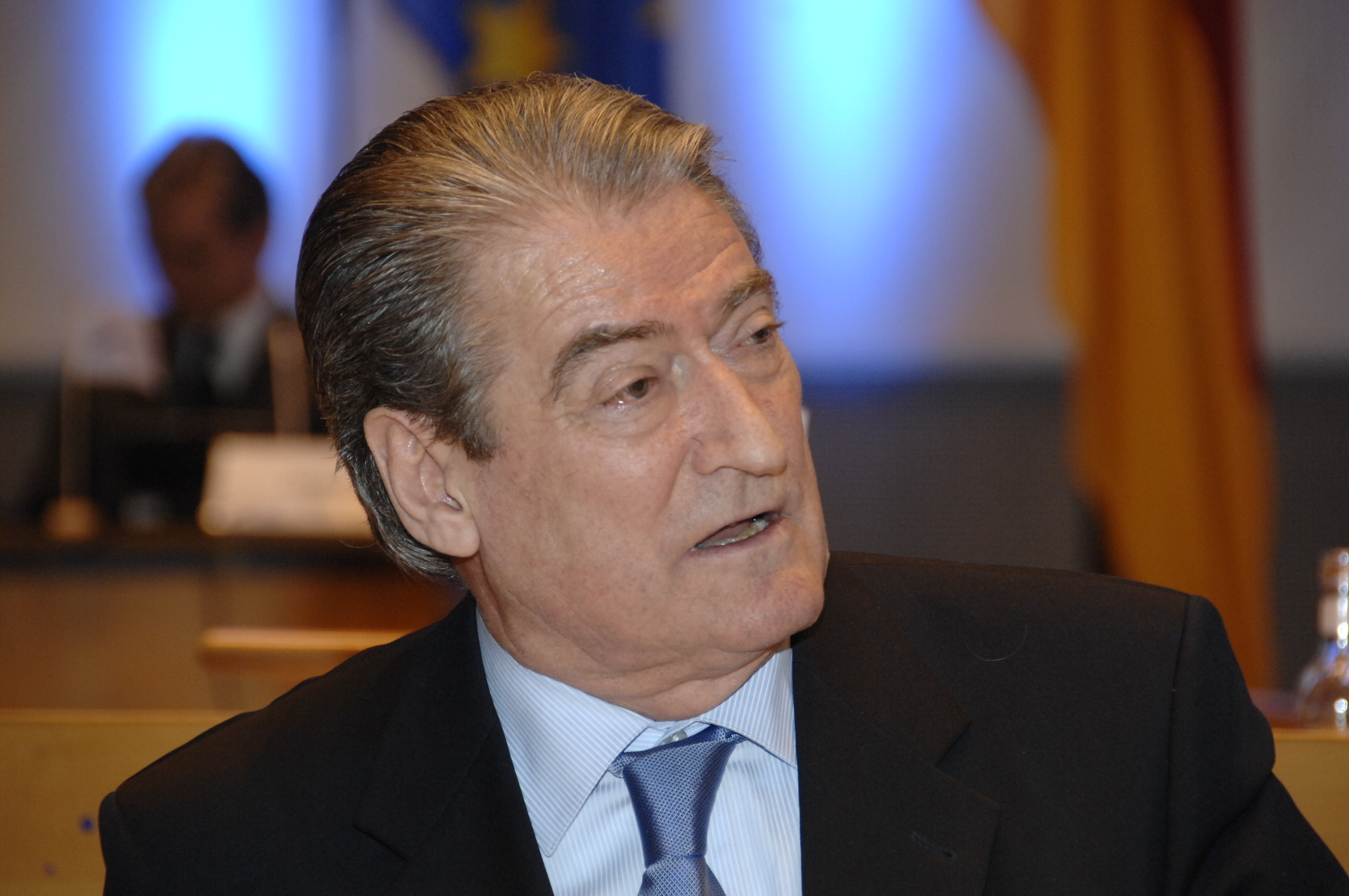
Sali Berisha, Parteivorsitzender der Demokraten und gleichzeitig seit 2005 Ministerpräsident Albaniens. 2009 wurde er wiedergewählt.

Die Demokraten führen die „Allianz für Arbeit, Wohlfahrt und Integration“ an.

Die „Allianz für Arbeit, Wohlfahrt und Integration“ (Aleanca për Punësim, Mirëqenie dhe Integrim) unter der Führung der Partia Demokratike e Shqipërisë hatte insgesamt folgende 24 Koalitionsmitglieder:
1. Partia Demokratike e Shqipërisë
2. Partia Republikane Shqiptare
3. Partia Lëvizja e Legalitetit
4. Partia për Drejtësi, Integrim dhe Unitet
5. Lëvizja për Zhvillim Kombëtar
6. Partia Demokristiane e Shqipërisë
7. Lidhja Demokristiane e Shqipërisë
8. Partia Lëvizja Shqipëria e Re
9. Partia Bashkimi Demokrat Shqiptar
10. Aleanca Demokratike
11. Partia Agrare Ambientaliste e Shqipërisë
12. Partia Balli Kombëtar
13. Partia Balli Kombëtar Demokrat
14. Partia Ora e Shqipërisë
15. Partia Aleanca e Maqedonasve për Integrim Evropian
16. Partia Demokracia e Re Evropiane
17. Partia e të Drejtave të Mohuara e Re
18. Partia Forca Albania
19. Partia Aleanca për Demokraci dhe Solidaritet
20. Partia e Reformave Demokratike Shqiptare
21. Partia Konservatore Shqiptare
22. Partia Minoriteti Etnik Grek për të Ardhmen
23. Partia Bashkimi Popullor i Pensionistëve Shqiptarë
24. Partia Rruga e Vërtetë Shqiptare

#### „Allianz für ein europäisches Albanien“

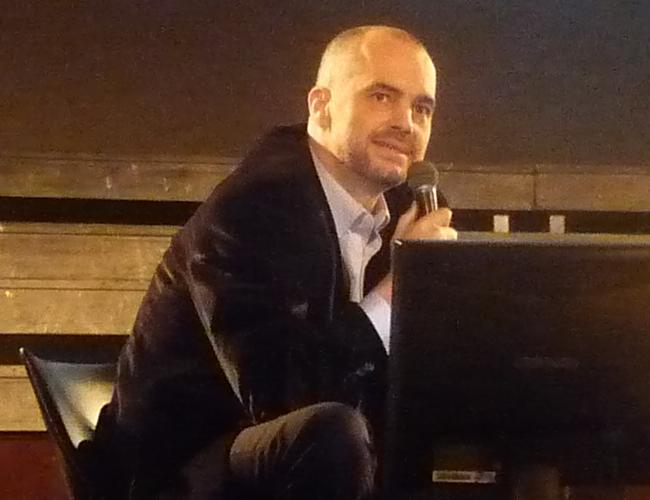
Edi Rama, Parteivorsitzender der Sozialisten

Die Sozialisten führen die „Allianz für ein europäisches Albanien“ an.

Die „Allianz für ein europäisches Albanien“ (Aleanca për Shqipërinë Europiane) unter der Führung der Partia Socialiste e Shqipërisë hatte insgesamt folgende 37 Koalitionsmitglieder:
1. Partia Socialiste e Shqipërisë
2. Lëvizja Socialiste për Integrim
3. Partia Komuniste Shqiptare
4. Partia e Punës Shqiptare e Reformuar
5. Partia Komuniste Shqiptare e Reformuar
6. Partia e Bashkimit Republikan Shqiptar
7. Partia për Prosperitet dhe Demokraci
8. Partia Socialiste e Vërtetë 91 (fusionierte am 23. April 2013 mit der PS)[16]
9. Partia Socialiste e Moderuar
10. Partia Aleanca Arbnore Kombëtare
11. Partia për Unitet Kombëtar
12. Lëvizja për Drejtësi e Shqiptarëve
13. Partia e Gjelbër
14. Partia e Çështjeve Shqiptare
15. Partia G99
16. Partia Ardhmëria Shqiptare
17. Partia Demokracia Sociale
18. Partia për të Drejtat e Emigrantëve
19. Partia Ligj dhe Drejtësi
20. Partia Rruga e Lirisë
21. Partia Kristiandemokrate
22. Partia për Mbrojtjen e Punëtorëve
23. Partia Reformatore Demokratike
24. Partia Toleranca e Re e Shqipërisë
25. Partia Demokratike e Bashkimit Mysliman
26. Partia Demokratike për Integrim e Prosperitet
27. Partia Socialdemokrate e Shqipërisë
28. Partia e Punës së Shqipërisë
29. Partia Aleanca për Demokraci e Solidaritet
30. Partia Social Punëtore e Shqipërisë
31. Partia e Pajtimit Kombëtar Shqiptar
32. Partia e Personave me Aftësi të Kufizuara
33. Partia Aleanca për Barazi e Drejtësi Europiane
34. Aleanca Popullore
35. Partia Mendimi i Djathtë Liberal
36. Partia Aleanca Demokristiane
37. Partia Komuniste e Shqipërisë 8 Nëntori

#### Unabhängige
Bei den Parlamentswahlen traten die zwei jüngsten Parteien, Fryma e Re Demokratike (FRD) (unter Ex-Präsident Bamir Topi) und Aleanca Kuq e Zi (AK) (unter Kreshnik Spahiu), alleine an und waren in keiner Koalition vertreten.

## Wahlkreise
Die zwölf Qarks bilden bei den Parlamentswahlen gleichzeitig die Wahlkreise. Am 31. Januar 2013 legte das Kuvendi die Verteilung der 140 Parlamentsmandate auf die zwölf Wahlkreise wie folgt fest:
| Qark        | Anzahl zu wählende Parlamentsmandate |
| ----------- | ------------------------------------ |
| Berat       | 8                                    |
| Dibra       | 6                                    |
| Durrës      | 13                                   |
| Elbasan     | 14                                   |
| Fier        | 16                                   |
| Gjirokastra | 5                                    |
| Korça       | 12                                   |
| Kukës       | 4                                    |
| Lezha       | 7                                    |
| Shkodra     | 11                                   |
| Tirana      | 32                                   |
| Vlora       | 12                                   |

## Ergebnisse
Bei dieser Wahl waren insgesamt knapp 3,3 Millionen Albaner wahlberechtigt. Die Wahlbeteiligung lag bei 53,5 %. Dies stellte einen leichten Anstieg von etwa 2 % gegenüber der letzten Parlamentswahl 2009 dar.
Die Allianz für ein europäisches Albanien erhielt 991.118 Stimmen und damit 57,7 % der abgegebenen Stimmen. Sie war daher die klare Siegerin der Wahl und erhielt 84 Sitze im albanischen Parlament. Die Allianz für Arbeit, Wohlfahrt und Integration schaffte es auf 676.433 Stimmen, was einem Anteil von 39,4 % entspricht und ihr 56 Sitze im Parlament einbrachte.
Als Reaktion auf diesen Ausgang trat Sali Berisha als Ministerpräsident Albaniens und Vorsitzender der Partia Demokratike zurück. Neuer Regierungschef wird Edi Rama. Dass die Partia Demokratike das offizielle Wahlergebnis der Wahlkommission und damit ihre Niederlage anerkannte, wurde als Zeichen der demokratischen Reife des Landes angesehen. In dieser Hinsicht stand die Wahl unter besonderer Beobachtung, da Albanien versucht, in absehbarer Zeit den Kandidatenstatus für die EU-Mitgliedschaft zu erhalten.
- PS: 65
- LSI: 16
- PBDNJ: 1
- PKD: 1
- PDIU: 4
- PR: 3
- PD: 50

| Allianz für Arbeit, Wohlfahrt und Integration                | Partia Demokratike e Shqipërisë           | PD                       | 31.8 | 50  |
| Allianz für Arbeit, Wohlfahrt und Integration                | Partia Republikane Shqiptare              | PR                       | 3,0  | 3   |
| Allianz für Arbeit, Wohlfahrt und Integration                | Partia për Drejtësi, Integrim dhe Unitet  | PDIU                     | 2,6  | 4   |
| Allianz für Arbeit, Wohlfahrt und Integration                | die übrigen 22 Parteien dieses Bündnisses |                          | 3,3  | 0   |
| Summe                                                        | Summe                                     |                          | 40,7 | 57  |
| Allianz für ein europäisches Albanien                        | Partia Socialiste e Shqipërisë            | PS                       | 41.4 | 65  |
| Allianz für ein europäisches Albanien                        | Lëvizja Socialiste për Integrim           | LSI                      | 10.4 | 16  |
| Allianz für ein europäisches Albanien                        | Partia Bashkimi për të Drejtat e Njeriut  | PBDNJ                    | 0,9  | 1   |
| Allianz für ein europäisches Albanien                        | Partia Kristiane Demokrate e Shqipërisë   | PKDSH                    | 0,5  | 1   |
| Allianz für ein europäisches Albanien                        | die übrigen 33 Parteien dieses Bündnisses |                          | 4,5  | 0   |
| Summe                                                        | Summe                                     |                          | 57,7 | 83  |
| Außerhalb der Koalitionen                                    | Fryma e Re Demokratike                    | FRD                      | 1.7  | 0   |
| Außerhalb der Koalitionen                                    | Aleanca Kuq e Zi                          | AK                       | 0.6  | 0   |
| Außerhalb der Koalitionen                                    | Sonstige                                  |                          | 0.6  | 0   |
| Wahlbeteiligung: 53,50 %                                     | Wahlbeteiligung: 53,50 %                  | Wahlbeteiligung: 53,50 % | 100  | 140 |
| Quellen: Zentrale Wahlkommission Albaniens, zgjedhjet2013.al |                                           |                          |      |     |